# Giusy Ferreri
Giusy Ferreri (Palermo, 17 de abril de 1979) é uma cantora e compositora italiana. Em 2008, ela participou da primeira versão italiana do talent show X Factor, no qual ficou em segundo lugar. Giusy é comparada a Sarah Vaughan, Bessie Smith e Amy Winehouse pela sua voz rara e pessoal.
Em 2008, vendeu mais de 1.340.000 cópias de seu álbum e EP, tornando-se a cantora de maior sucesso neste último ano.

## Carreira
Aos 14 anos, Giusy começou a tocar piano e logo depois passou a ter aulas de canto. Desde então, ela já começou a se apresentar no circuito local de shows com um repertório que incluía rock, blues e country. Em 2002 ela gravou com o grupo de música eletrônica Allstate51 a faixa ‘Want to Be’, lançada numa coletânea chamada Chillout Masterpiece. Três anos depois ela lança o single da música ‘Il Party’ sob o nome artístico de Gaetana.
Mas a carreira de Giuseppa iria ser alavancada por ocasião da primeira edição italiana do programa de TV X Factor, uma espécie de concurso de talentos para artistas iniciantes. Ela chegaria às etapas finais da disputa, mas ficaria com o segundo lugar. No entanto, a música ‘Non Ti Scordar Mai di Me’, interpretada por ela, faria grande sucesso. A faixa integraria um EP de mesmo nome com versões para canções pop italianas, lançado em julho de 2008 e que estreou no primeiro lugar na parada italiana.
Em novembro do mesmo ano ela lança seu primeiro disco completo, Gaetana, que traz quatro composições próprias – ‘Pensieri’, ‘In assenza’, ‘Piove’ e faixa bônus ‘Il Party’. O disco conta com o trabalho do produtor Tiziano Ferro, que também compôs seis das suas doze faixas e ainda canta com Giusy na faixa ‘L’amore e basta’. O álbum traz ainda duas canções de Linda Perry, produtora de artistas como Gwen Stefani, Pink e Christina Aguilera, entre outros (‘La scala’ e ‘Cuore assenente’). Outra presença especial é a do cantor e pianista Sergio Cammariere, que participa da faixa ‘Il sapore di um altro no’.
O primeiro single do disco é ‘Novembre’, uma canção pop com uma batida eletrônica marcante, levada por um arranjo de cordas e com um refrão poderoso, que logo atingiu as primeiras posições da parada italiana. O sucesso da faixa ainda foi impulsionado quando a rede de TV americana Fox a utilizou na trilha da versão italiana do seriado Desperate Housewives.

## Album
| 2008 | Gaetana - Formato: CD, download digital    | - Vendas mundiais: 680.000+ Diamante | 2  | 20 | 2  | 5 | 52 | 20 |
| 2009 | Fotografie - Formato: CD, download digital | - Vendas mundiais: 63.000+           | 10 | 87 | 16 | — | —  | —  |

|2011
|Il Mio Universo

### EPs
- 2008 - Non Ti Scordar Mai Di Me

## Singles
| Ano  | Nome                         | Posição | Posição | Posição | Posição | Posição | Posição | Posição | Posição | Album                    |
| Ano  | Nome                         | ITA     | GRE     | SWI     | BEL     | BUL     | RUS     | CIP     | EUR     | Album                    |
| ---- | ---------------------------- | ------- | ------- | ------- | ------- | ------- | ------- | ------- | ------- | ------------------------ |
| 2008 | Non ti scordar mai di me     | 1       | 1       | 26      | 54      | -       | 319     | 22      | 14      | Non ti scordar mai di me |
| 2008 | Novembre                     | 1       | 7       | 65      | -       | 18      | 187     | -       | 24      | Gaetana                  |
| 2009 | Stai fermo lì                | 15      | -       | -       | -       | -       | -       | -       | 59      | Gaetana                  |
| 2009 | La scala (The Ladder)        | -       | 49      | -       | -       | -       | -       | -       | 177     | Gaetana                  |
| 2009 | Ma il cielo è sempre più blu | 2       | -       | -       | -       | -       | -       | -       | 44      | Fotografie               |
| 2010 | Come pensi possa amarti      | -       | -       | -       | -       | -       | -       | -       | -       | Fotografie               |
| 2010 | Il mare verticale            | -       | -       | -       | -       | -       | -       | -       | -       | Fotografie               |
| 2010 | Ciao amore ciao              | -       | -       | -       | -       | -       | -       | -       | -       | Fotografie               |

## Prêmios e nomeações
| Ano  | Prêmio                          | Categoria       | Resultado |
| ---- | ------------------------------- | --------------- | --------- |
| 2008 | Venice Music Awards             | Revelação       | Venceu    |
| 2008 | M.E.I.                          | Revelação       | Venceu    |
| 2008 | Radio Italia solomusicaitaliana | Act of the Year | Venceu    |